# 张其曜
张其曜（？—？），浙江会稽人，是一名清朝政治人物。
张其曜曾于同治七年（1868年）接替朱以鑑任漳州府知府一职，同治七年（1868年）由杨先泽接任。